# ダーダーサーヘブ・パールケー賞
ダーダーサーヘブ・パールケー賞（ダーダーサーヘブ・パールケーしょう、Dadasaheb Phalke Award）は、インド映画界における最高位の映画賞。インド情報・放送省の管轄下にある映画祭事務局が主催する国家映画賞授賞式の際に発表される。インド映画の成長と発展に貢献した人物が受賞対象となっており、インド映画界の著名人によって構成される選考委員会が受賞者を決定する。受賞者にはメダル、ショール、賞金100万ルピーが贈られていたが、第70回国家映画賞から賞金が150万ルピーに増額された。

## 概要

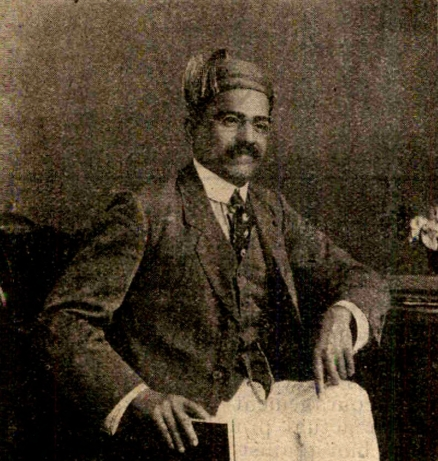
ダーダーサーヘブ・パールケー

映画製作者ダーダーサーヘブ・パールケーのインド映画界への貢献を記念して、1969年にインド政府によって創設された。彼は1913年にインド初の長編映画『ハリシュチャンドラ王』を製作した人物であり、「インド映画の父」として知られている。
初の受賞者は第17回国家映画賞で発表され、女優のデーヴィカー・ラーニーが受賞した。2018年時点で49人が受賞しており、そのうちプリトヴィラージ・カプールとヴィノード・カンナーのみが死後に受賞している。プリトヴィラージ・カプールの息子ラージ・カプールが第19回国家映画賞で父の代わりに賞を受け取り、彼自身も第35回国家映画賞で受賞している。なお、ラージ・カプールは第35回国家映画賞授賞式の際に喘息発作で倒れ、1か月後に死去している。また、受賞者のうちB・N・レッディとB・ナギ・レッディ、ラージ・カプールとシャシ・カプール、ラタ・マンゲシュカルとアシャ・ボスレ、B・R・チョープラーとヤシュ・チョープラーは兄弟・姉妹である。
ダーダーサーヘブ・パールケーの名前を冠した映画賞として、他に「ダーダーサーヘブ・パールケー・エクセレンス賞(Dadasaheb Phalke Excellence Awards)」と「ダーダーサーヘブ・パールケー映画財団賞(Dadasaheb Phalke Film Foundation Awards)」が存在する。これらの映画賞は民間団体が主催しておりダーダーサーヘブ・パールケー賞とは無関係だが、中央映画認証委員会メンバーのヴァーニー・トリパティや、ダーダーサーヘブ・パールケー賞受賞者のシャーム・ベネガルは「インド映画の父」の名前を冠した映画賞が複数存在することに対して批判の声を挙げており、トリパティは「名誉ある賞と、その名前に対する重大な侵害行為」「映画界のバーラト・ラトナ賞に対する敬意に欠けている」、ベネガルは「政府は行動を起こし、全ての映画賞にダーダーサーヘブの名前を付けないようにして下さい。彼の名前を冠した映画賞は一つだけにしましょう」と述べている。この問題について、情報・放送省次官補（映画担当）のアショーク・クマール・パルマルは「名称を完全にコピーしている訳ではないので対処しようがありません。これらは名称を捻じ曲げて使い、催事を組織しています。そのような催事に参加するかどうかは、招待された人たち次第です」と述べている。

## 受賞者

### 1960年代
| 年              | 画像 | 受賞者                 | 映画業界         | 備考 |
| --------------- | ---- | ---------------------- | ---------------- | --- |
| 1969年 (第17回) |      | デーヴィカー・ラーニー | ヒンディー語映画 | 「インド映画のファーストレディ」として広く認知されており、デビュー作『Karma』はインド初の英語映画であり、初めてキスシーンが描かれた作品でもある。1934年にインド初の公開有限会社ボンベイ・トーキーズを設立した。 |

### 1970年代
| 年              | 画像 | 受賞者                         | 映画業界                        | 備考 |
| --------------- | ---- | ------------------------------ | ------------------------------- | --- |
| 1970年 (第18回) |      | ビレンドラナート・シルカル     | ベンガル語映画                  | インターナショナル・フィルムクラフト及びニュー・シアターズの設立者であり、インド映画のパイオニアの一人と見なされている。また、コルカタにベンガル語映画とヒンディー語映画専用の映画館をそれぞれ建設している。                                                 |
| 1971年 (第19回) |      | プリトヴィラージ・カプール     | ヒンディー語映画                | インド初のトーキー映画『アーラム・アーラー』の主要キャストの一人。1944年にプリトヴィ劇場を設立した。 |
| 1972年 (第20回) |      | パンカジ・マリク               | ベンガル語映画 ヒンディー語映画 | サイレント映画の上映時にオーケストラを演奏することで、映画の背景音楽を作り上げた。1931年にラジオ・ミュージカル「Mahishasuramardini」の作曲を手掛けたことで知られている。                                                                                     |
| 1973年 (第21回) |      | ルビー・マイヤーズ             | ヒンディー語映画                | 1925年に『Veer Bala』で女優としてデビューする。同年代の中で最も出演料が高額だった女優の一人であり、「インド初のセックスシンボル」とされている。 |
| 1974年 (第22回) |      | B・N・レッディ                 | テルグ語映画                    | 15本のテルグ語映画を監督し、インド人映画製作者の中で初めて博士号を取得した。また、インド共和国政府からパドマ・ブーシャン勲章を授与されている。 |
| 1975年 (第23回) |      | ディレンドラナート・ガングリー | ベンガル語映画                  | 1921年に『Bilat Ferat』で俳優デビューする。ベンガル語映画界の創設者の一人とされている。映画監督としても活動した他、3つの映画製作会社（インド・ブリティッシュ・カンパニー、ロータス・フィルムカンパニー、ブリティッシュ・ドミニオン・フィルムズ）を設立した。 |
| 1976年 (第24回) |      | カナン・デヴィ                 | ベンガル語映画                  | 「ベンガル語映画のファーストレディ」として認知されており、1920年代にサイレント映画で女優デビューした。自身が設立した映画製作会社シュリマティ・ピクチャーズのプロデューサーを務めた。                                                                         |
| 1977年 (第25回) |      | ニティン・ボース               | ベンガル語映画 ヒンディー語映画 | 1935年に監督した『Bhagya Chakra』と『Dhoop Chhaon』で、プレイバックソングを広めたことで知られている。 |
| 1978年 (第26回) |      | ライチャンド・ボラール         | ベンガル語映画 ヒンディー語映画 | インド映画音楽のパイオニアの一人とされており、ニティン・ボース作品の音楽監督としてプレイバックソングを広めたことで知られている。 |
| 1979年 (第27回) |      | ソーラブ・モディ               | ヒンディー語映画                | インド映画にシェイクスピア演劇の要素を取り込み、ウルドゥー語の台詞を導入したことで知られている。 |

### 1980年代
| 年              | 画像 | 受賞者                 | 映画業界                                   | 備考 |
| --------------- | ---- | ---------------------- | ------------------------------------------ | --- |
| 1980年 (第28回) |      | パイディ・ジャイラージ | ヒンディー語映画 テルグ語映画              | 元々はボディダブルとして活動しており、インド史の人物の演技で知られていた。また、フィルムフェア賞の創設に関わった。 |
| 1981年 (第29回) |      | ノウシャード           | ヒンディー語映画                           | 1940年に『Prem Nagar』で音楽監督デビューする。インド映画にミキシング技術を取り入れた人物とされている。 |
| 1982年 (第30回) |      | L・V・プラサード       | テルグ語映画 タミル語映画 ヒンディー語映画 | インド人俳優として初めてヒンディー語（『アーラム・アーラー』）、タミル語（『Kalidas』）、テルグ語（『Bhakta Prahlada』）の3言語の映画に出演した。。1965年にプラサード・スタジオ、1976年にカラー・フィルム・ラボラトリーを設立した。プラサード・スタジオは設立以来、様々な言語の映画を150本以上製作している。 |
| 1983年 (第31回) |      | ドゥルガ・コーテ       | ヒンディー語映画 マラーティー語映画        | 初のマラーティー語映画『Ayodhyecha Raja』の主要キャストの一人。インド映画における女優のパイオニアとされている。映画製作会社ファクト・フィルムズとドゥルガ・コーテ・プロダクションを設立し、短編映画やドキュメンタリー映画を製作した。                                                                        |
| 1984年 (第32回) |      | サタジット・レイ       | ベンガル語映画                             | 1955年に『大地のうた』で監督デビューする。インド映画の存在を国際的に認知させた人物とされている。 |
| 1985年 (第33回) |      | V・シャンタラム        | ヒンディー語映画 マラーティー語映画        | インド初のカラー映画『Sairandhri』のプロデューサー・監督を務めた。また、マラーティー語映画初のトーキー映画『Ayodhyecha Raja』の監督を務めた他、50年以上にわたり活動して100本近い映画を製作した。 |
| 1986年 (第34回) |      | B・ナギ・レッディ      | テルグ語映画                               | 1950年代から活動し、50本以上の映画を製作した。また、当時アジア最大の映画スタジオだったヴィジャヤ・ヴァヒニ・スタジオを設立している。 |
| 1987年 (第35回) |      | ラージ・カプール       | ヒンディー語映画                           | 「ザ・ショーマン」として尊敬を集め、1951年に監督・主演を務めた『放浪者』での演技は2010年にタイム誌の「史上最高のパフォーマンス・オールタイム・ベスト10」にランクインしている。 |
| 1988年 (第36回) |      | アショーク・クマール   | ヒンディー語映画                           | 「Dadamoni（気高い老人）」と呼ばれており、『不可触民の娘』『Bandhan』『Kismet』などのブロックバスター映画への出演で知られている。 |
| 1989年 (第37回) |      | ラタ・マンゲシュカル   | ヒンディー語映画 マラーティー語映画        | 「インドのナイチンゲール」と呼ばれており、1940年代からプレイバックシンガーとして活動を始め、36以上の言語で歌ってきた。 |

### 1990年代
| 年              | 画像 | 受賞者                           | 映画業界           | 備考 |
| --------------- | ---- | -------------------------------- | ------------------ | --- |
| 1990年 (第38回) |      | アッキネーニ・ナゲシュワラ・ラオ | テルグ語映画       | 1941年に『Dharma Pathini』で俳優デビューする。以降テルグ語映画を中心に250本以上の映画に出演した。                                                 |
| 1991年 (第39回) |      | バルジ・ペンダルカル             | マラーティー語映画 | 1920年代から映画製作者として活動し、60本以上のマラーティー語映画と8本のヒンディー語映画を製作した。歴史的・社会的な物語を描くことで知られている。 |
| 1992年 (第40回) |      | ブーペン・ハザリカ               | アッサム語映画     | 「ブラマプトラの詩人」と呼ばれており、アッサム語のフォークソングとバラード曲が知られている。                                                      |
| 1993年 (第41回) |      | マジュルーフ・スルターンプリー   | ヒンディー語映画   | 『Shahjehan』で作詞家としてデビューし、350本以上のヒンディー語映画で8000曲以上の作詞を手掛けた。                                                  |
| 1994年 (第42回) |      | ディリープ・クマール             | ヒンディー語映画   | 「悲劇王」の通称で知られ、1944年に『Jwar Bhata』で俳優デビューして以来、60年以上にわたり60本のヒンディー語映画に出演した。                        |
| 1995年 (第43回) |      | ラージクマール                   | カンナダ語映画     | 45年以上のキャリアの中で200本以上のカンナダ語映画に出演し、1992年に国家映画賞 男性プレイバックシンガー賞を受賞している。                          |
| 1996年 (第44回) |      | シヴァージ・ガネーサン           | タミル語映画       | 1952年に『Parasakthi』で俳優デビューして以来、300本近い映画に出演した。                                                                           |
| 1997年 (第45回) |      | カヴィ・プラディープ             | ヒンディー語映画   | 80本以上のヒンディー語映画の作詞を含む1700曲以上の作詞を手掛け、愛国歌として知られる「Aye Mere Watan Ke Logo」の作詞を手掛けた。                  |
| 1998年 (第46回) |      | B・R・チョープラー               | ヒンディー語映画   | 1956年に映画製作会社B・R・フィルムズを設立する。代表作として『Naya Daur』『Hamraaz』『マハーバーラタ』が知られている。                            |
| 1999年 (第47回) |      | リシケーシュ・ムカルジー         | ヒンディー語映画   | 45本のヒンディー語映画を製作し、『Anuradha』『Anand』『Gol Maal』を通してロードムービーを広めたとされる。                                         |

### 2000年代
| 年              | 画像 | 受賞者                             | 映画業界                            | 備考 |
| --------------- | ---- | ---------------------------------- | ----------------------------------- | --- |
| 2000年 (第48回) |      | アシャ・ボスレ                     | ヒンディー語映画 マラーティー語映画 | プレイバックシンガーとして「素晴らしい幅広さと多才さを持つ」と評価されている。1948年から活動しており、音楽史上における最多録音歌手としてギネス世界記録に登録されている。                                       |
| 2001年 (第49回) |      | ヤシュ・チョープラー               | ヒンディー語映画                    | ヤシュ・ラージ・フィルムズの設立者。1959年に『Dhool Ka Phool』で監督デビューし、22本のヒンディー語映画を製作した。                                                                                             |
| 2002年 (第50回) |      | デーヴ・アーナンド                 | ヒンディー語映画                    | 「ヒンディー語映画のエバーグリーン・スター」として尊敬を集め、1949年にナヴケタン・フィルムを設立し、35本の映画を製作した。                                                                                     |
| 2003年 (第51回) |      | ムリナール・セーン                 | ベンガル語映画                      | インドで最も重要な映画製作者の一人と認識されている。1955年に『Raat Bhore』で監督デビューし、50年にわたり活動して27本の映画を製作した。                                                                         |
| 2004年 (第52回) |      | アドゥール・ゴーパーラクリシュナン | マラヤーラム語映画                  | マラヤーラム語映画におけるパラレル映画のパイオニアの一人であり、監督デビュー作『Swayamvaram』で国家映画賞 監督賞を受賞した。彼の才能は「複雑な問題を単純化して描くことに長けている」と評価されている。         |
| 2005年 (第53回) |      | シャーム・ベネガル                 | ヒンディー語映画                    | 1973年に『Ankur』で長編映画デビューする。女性の権利を題材にした映画を多数手掛けている。 |
| 2006年 (第54回) |      | タパン・シンハー                   | ベンガル語映画 ヒンディー語映画     | 1954年に監督としてデビューし、40本以上のベンガル語映画、ヒンディー語映画、オリヤー語映画を製作した。主に一般の人々が直面する問題を題材としている。                                                             |
| 2007年 (第55回) |      | マンナ・デイ                       | ベンガル語映画 ヒンディー語映画     | プレイバックシンガーとして50年以上活動し、3500曲以上の曲を歌ってきた。「ポップの枠組みの中にインドの古典音楽を取り入れ、新しいジャンルを確立した」と評価されている。                                           |
| 2008年 (第56回) |      | V・K・ムールティ                   | ヒンディー語映画                    | インド初のシネマスコープ映画で、グル・ダットの遺作となった『紙の花』の撮影監督を務めたことで知られている。『渇き』の照明技術と『紙の花』の「ビームショット」は、映画史において古典的技術に位置付けられている。 |
| 2009年 (第57回) |      | ダッグバーティ・ラーマナイドゥ     | テルグ語映画                        | 50年以上のキャリアの中で、テルグ語映画を中心に130本以上の映画を製作した。これまでに9言語の映画を製作し、最も多くの映画を製作したプロデューサーとしてギネス世界記録に登録されている。                           |

### 2010年代
| 年              | 画像 | 受賞者                       | 映画業界                  | 備考 |
| --------------- | ---- | ---------------------------- | ------------------------- | --- |
| 2010年 (第58回) |      | K・バーラチャンダル          | タミル語映画 テルグ語映画 | 1965年に『Neerkumizhi』で監督デビューする。40年以上のキャリアの中で100本以上の映画を製作している。 |
| 2011年 (第59回) |      | ショウミットロ・チャタルジー | ベンガル語映画            | サタジット・レイ監督作品の常連キャストであり、1959年に『The World of Apu』で俳優デビューして以来、ムリナル・セン監督作品やタパン・シンハ監督作品に数多く出演している。 |
| 2012年 (第60回) |      | プラン                       | ヒンディー語映画          | 「迫力があり高度に様式化された演技」で知られ、50年以上ヒンディー語映画で主に悪役を演じてきた。 |
| 2013年 (第61回) |      | グルザール                   | ヒンディー語映画          | 1963年に『Bandini』で作詞家デビューし、1971年に『en:Mere ApneMere Apne』で監督デビューする。R・D・ブルマンやA・R・ラフマーンとのコラボレーションで成功を収め、50年以上のキャリアの中で複数の作詞家賞を受賞している。 |
| 2014年 (第62回) |      | シャシ・カプール             | ヒンディー語映画          | 主演作『New Delhi Times』で国家映画賞 主演男優賞を含む2つの賞を受賞している。1961年に『Dharmputra』に出演し、4歳で俳優デビューする。1978年に映画製作会社ヴァラスを設立し、父プリトヴィーラージが設立したプリトヴィー劇場の復興に重要な役割を果たした。                                                                                           |
| 2015年 (第63回) |      | マノージュ・クマール         | ヒンディー語映画          | 1957年に『Fashion』で俳優デビューする。愛国心溢れるヒーローを数多く演じており、「バーラト（インド）・クマール」と呼ばれ慕われている。 |
| 2016年 (第64回) |      | K・ヴィシュワナート          | テルグ語映画              | 録音技師としてキャリアを始め、60年にわたる活動で舞台芸術・視覚芸術・美学など様々なジャンルの長編映画を53本監督した。国家映画賞の5つの賞を受賞し、国際的にも高い評価を得ている。 |
| 2017年 (第65回) |      | ヴィノード・カンナー         | ヒンディー語映画          | 1968年に『Man Ka Meet』で俳優デビューし、1970年代に俳優・プロデューサーとして活躍した。1982年から1987年の間は活動を休止し、1997年からは政治家として活動した。 |
| 2018年 (第66回) |      | アミターブ・バッチャン       | ヒンディー語映画          | 1969年に『Saat Hindustani』でデビューする。独特のバリトン声と卓越した演技力で知られており、50年のキャリアの中で200本以上の映画に出演し、「ボリウッドのシャーハーン・シャー」と呼ばれている。フランソワ・トリュフォーから「一人だけの産業」と評されており、インド及び世界の映画史の中で最も偉大で影響力のある俳優の一人とされている。             |
| 2019年 (第67回) |      | ラジニカーント               | タミル語映画              | 1975年に『世にも奇妙なラーガ』でデビューする。「スーパースター・ラジニ」の通称で知られ、俳優の他にプロデューサーや脚本家としても活動している。インド政府からパドマ・ヴィブーシャン勲章、パドマ・ブーシャン勲章を授与されている。本来は2019年に受賞する予定だったが、新型コロナウイルス感染症の世界的流行の影響を受け、2021年に受賞が延期された。 |

### 2020年代
| 年            | 画像 | 受賞者                       | 映画業界                        | 備考 |
| ------------- | ---- | ---------------------------- | ------------------------------- | --- |
| 2020 (第68回) |      | アシャ・パレク               | ヒンディー語映画                | 1952年に『Maa』で子役としてデビューする。ヒンディー語映画を中心に活動し、「ヒットガール」の通称で知られている。また、インドの衛星テレビ放送黎明期にはテレビシリーズの監督としても活動していた。1992年にはインド政府からパドマ・シュリー勲章を授与されている。本来は2020年に受賞する予定だったが、新型コロナウイルス感染症の世界的流行の影響を受け、2022年に受賞が延期された。 |
| 2021 (第69回) |      | ワヒーダー・ラフマーン       | ヒンディー語映画                | 1955年に『Rojulu Marayi』でデビューする。代表作には『渇き』『Guide』『Khamoshi』『Phagun』『Kabhi Kabhie』『Chandni』『Lamhe』『Rang De Basanti』『デリー6』があり、1972年にパドマ・シュリー勲章、2011年にパドマ・ブーシャン勲章を授与されている。 |
| 2022 (第70回) |      | ミトゥン・チャクラボルティー | ヒンディー語映画 ベンガル語映画 | 1976年に『Mrigayaa』でデビューする。代表作には『Disco Dancer』「Tahader Katha』『火の道』『Swami Vivekananda』があり、2024年にパドマ・ブーシャン勲章を授与されている。 |